# Emily Drabinski
Emily Drabinski est une bibliothécaire universitaire, une auteure et une enseignante américaine.
Elle est bibliothécaire en chef par intérim et bibliothécaire en pédagogie critique au Graduate Center, CUNY ,. Elle est aussi membre à temps partiel du corps professoral de la School of Information du Pratt Institute.
Auparavant, elle occupe le poste de coordinatrice de l'enseignement des bibliothèques à l'Université de Long Island, à Brooklyn, où elle a travaillé de 2008 à 2019. Elle a été avocate du Mover & Shaker du Library Journal en 2014. En 2015, elle est lauréate de la publication Ilene F. Rockman Instruction de l'année pour son article "Towards a Kairos of Library Instruction".
Elle est élue, le 13 avril 2022, présidente de l'American Library Association

## Éducation
Drabinski obtient son baccalauréat ès arts en sciences politiques de l'Université de Columbia en 1997. En 2003, elle obtient une maîtrise en bibliothéconomie de l'Université de Syracuse et une maîtrise ès arts en composition et rhétorique de LIU Brooklyn en 2011.

## Carrière
Drabinski rejoint la faculté du Graduate Center, CUNY en 2019 en tant que bibliothécaire en pédagogie critique. En mars 2020, elle assume le rôle de chef par intérim de la bibliothèque, lorsque son prédécesseur, Polly Thistlethwaite devient doyenne universitaire par intérim pour les services de bibliothèque à CUNY,.
Avant de rejoindre CUNY, Drabinski est bibliothécaire de la faculté au campus de Brooklyn de l'Université de Long Island, où elle a été coordinatrice de l'enseignement de la bibliothèque de 2012 à 2019 et avant cela, elle a été bibliothécaire des ressources électroniques et de l'instruction (2008-2012). Elle enseigne à temps partiel à la Pratt School of Information le cours de bibliothéconomie de référence. Elle travaille aussi comme assistante aux universités Rutgers et Syracuse. Son premier emploi en tant que bibliothécaire professionnel est au Sarah Lawrence College. Elle est bibliothécaire de référence de 2004 à 2008,. Drabinski est l'une des premiers membres de Radical Reference, qui proteste contre la Convention nationale républicaine de 2004 à New York : elle donne des ateliers de vérification des faits pour les journalistes indépendants.
Elle est co-présidente du colloque « Gender and Sexuality in Information Studies », avec Baharak Yousefi et Tara Robertson. Elle est rédactrice en chef de la série Library Juice Press sur le genre et la sexualité dans les études en sciences de l'information. Elle est co-éditrice de Critical Library Instruction: Theories & Methods avec Maria T. Accardi et Alana Kumbier, et elle fait partie du comité de rédaction de Radical Teacher.
Drabinski est secrétaire de la Fédération des professeurs et professeures de l'Université de Long Island et a participé activement à la protestation de ce groupe et des étudiants de l'Université de Long Island - Brooklyn contre un lock-out associé aux négociations contractuelles,.
Pendant la quarantaine COVID-19, Drabinski et sa partenaire, Karen Miller, ont lancé Homeschool Co-op 2020, invitant les gens à donner des cours sur Zoom pour enfants et adultes. Drabinski a dirigé une session matinale tous les jours à 8 heures du matin, heure de l'Est, appelée Cat Chat.
En octobre 2021, l'American Library Association annonce la candidature de Drabinski au poste de président pour le mandat 2023-24. Elle est conseillère générale de l'American Library Association (2017-2020), présidente du comité des relations internationales et présidente de l'American Library Association, de l'Association of College and Research Libraries et membre du comité des cadres et des normes de la littératie informationnelle.

### Présidence
Drabinski est élue à la présidence de l'American Library Association en avril 2022Au moment de l'annonce, elle se présente comme une « lesbienne marxiste » qui croit au « pouvoir collectif pour bâtir un monde meilleur » dans un tweet qui sera retiré plus tard. Des législateurs incitent alors les bibliothèques de leurs différents états à se retirer de l'American Library Association. En 2023, elle affirme avoir regretté ce tweet qui témoignait de son excitation au moment où elle a remporté l'élection.

### Recherches
Les recherches de Drabinski portent sur la théorie queer, l'enseignement en bibliothèque et la pratique du catalogage. Elle mène également des recherches sur les services de référence aux personnes incarcérées avec Deborah Rabina.

### Bibliothéconomie internationale
Drabinski a été présidente du comité des relations internationales de l'American Library Association. Elle est membre du comité de rédaction du Journal of Philippine Librarianship & Information Studies publié par la School of Library and Information Studies de l' Université des Philippines . Elle a reçu la bourse Beta Phi Mu Harold Lancour pour des études à l'étranger en 2018. Elle a présenté des articles lors de conférences internationales à Zadar, en Croatie ; Londres, Angleterre; Quezon City, Manille; et à plusieurs conférences au Canada, notamment à Ottawa, Windsor, Edmonton et Vancouver.

## Publications sélectionnées
- Drabinski, Émilie. (2020)."Le professionnalisme reconsidéré." Bibliothèque et pratique de l'information fondées sur des preuves. 15, n° 20, 191-195.
- Drabinsky, Emily et Debbie Rabina. (2016). "Services de référence aux personnes incarcérées, partie II : sources et résultats d'apprentissage." Reference & User Services Quarterly, 55, No. (3), pp. 123-131.
- Drabinsky, Emily et Debbie Rabina. (2016). " Services de référence pour les personnes incarcérées, partie I : Thèmes émergeant des réponses aux questions de référence des prisons" Reference & User Services Quarterly, 55, No.(1), pp. 42-48.